# Bongaigaon
Bongaigaon är en stad i den indiska delstaten Assam. Den är administrativ huvudort för ett distrikt med samma namn som staden. Folkmängden i centrala Bongaigaon uppgick till 67 322 invånare vid folkräkningen 2001, med totalt 82 218 invånare inklusive förorten New Bongaigaon Railway Colony.